# Woorker Berge
Die Woorker Berge sind ein Hügelgräberfeld aus vorgeschichtlicher Zeit auf der Insel Rügen. Die Gräber stehen unter Denkmalschutz.

## Lage
Das Gräberfeld liegt auf der Gemarkungsgrenze Woorke/Patzig und der Gemeindegrenze Rappin/Patzig im Zentrum der Insel Rügen. Der geologische Untergrund besteht aus Geschiebemergel, den ein  System aus Versumpfungstorfmooren umschließt. Der Landweg von Rappin nach Patzig verlief bis zum Ausbau der Kreisstraßen K 6 und K 7 im 20. Jahrhundert mitten durch das Gräberfeld. Ende des 19. Jahrhunderts legte die Rügensche Kleinbahnen AG die Strecke Bergen-Altenkirchen parallel zu dem Landweg durch das Gräberfeld an.

## Entdeckungsgeschichte
Ende des 17. Jahrhunderts beschrieb der schwedische Geodät Johan Gabriel Höök als erster die Woorker Berge in einem Kartenblatt der Schwedischen Landesaufnahme von Vorpommern. Er erfasste 18 Grabhügel, die er als „Jätte Kullen“ (Riesenhügel) bezeichnete. Mehr als 200 Jahre später besuchte Johann Jacob Grümbke die Stelle auf einer seiner Wanderungen. Auch er zählte 18 Hügel, bemerkte aber, dass „ein paar niedergepflügt, andere angegraben und verstümmelt sind“. Die DDR-Denkmalliste stellte unter Nr. 139 13 Gräber unter Denkmalschutz. Das digitale Geländemodell des Landesamtes für innere Verwaltung Mecklenburg-Vorpommern, Amt für Geoinformation, Vermessungs- und Katasterwesen, zeigt weitere Anomalien im natürlichen Geländefluss, die auf Gräber zurückgehen, welche bereits vor der schwedischen Kartenaufnahme zerstört worden waren.  Danach bestand das Gräberfeld ursprünglich aus 22 Objekten. Heute sind im Gelände noch 13 Gräber obertägig sichtbar vorhanden.

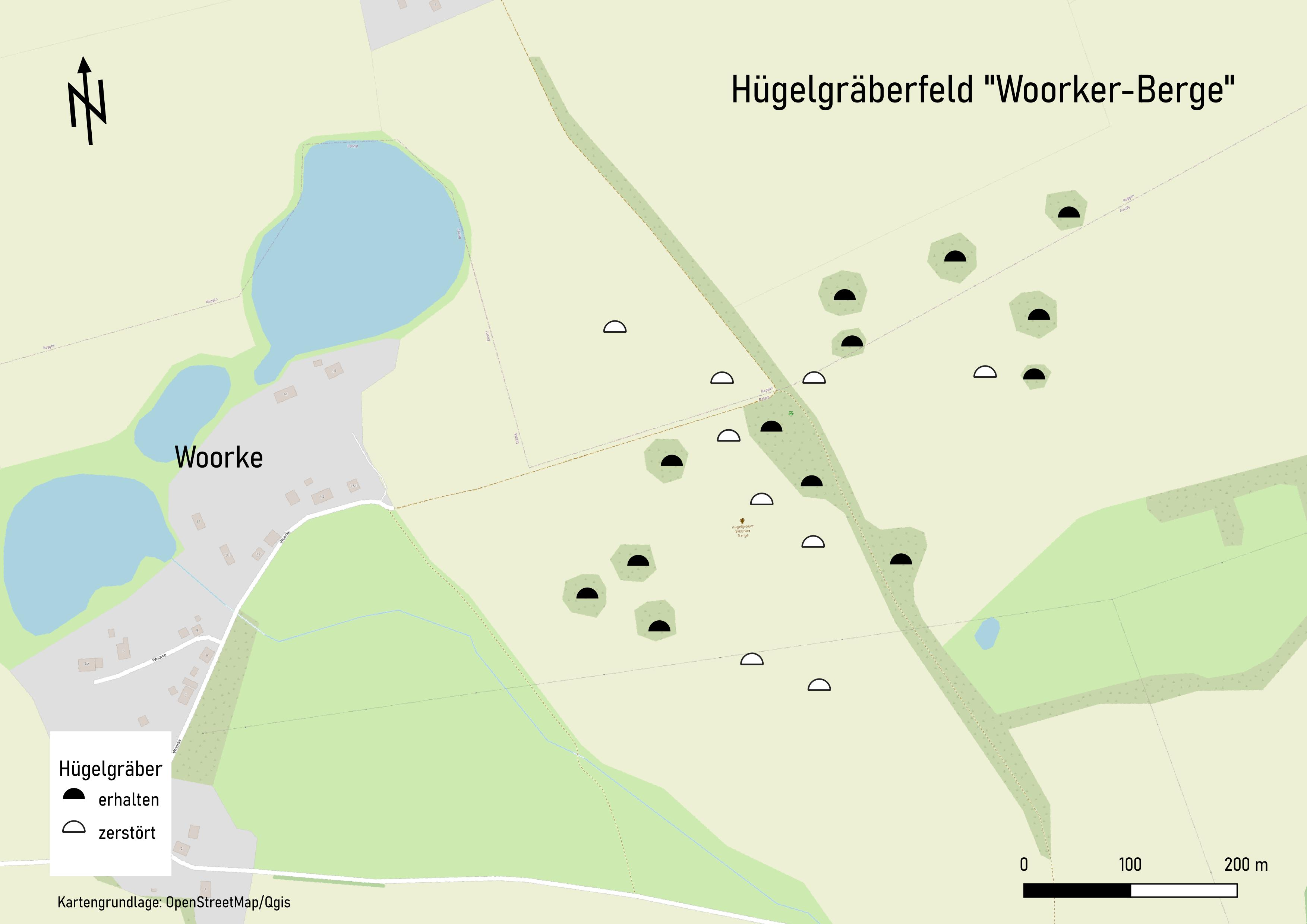
Lageplan

## Datierung
Über die innere Konstruktion und das Alter der Gräber liegen keine genauen Informationen vor. Um 1828  erhielt Friedrich von Hagenow Kenntnis darüber, dass in zwei von Bauern zerstörten Gräbern Funde gemacht worden waren und dass der Landrat J. von Engeström einige Artefakte, darunter ein Bronzeschwert und ein slawisches Schalengefäß, sichergestellt hatte. Bis auf eine Scherbe des Gefäßes gingen alle Funde verloren.